# ロスト・リバー
『ロスト・リバー』（原題:Lost River）は2014年に公開されたアメリカ合衆国のドラマ映画である。監督はライアン・ゴズリング、主演はクリスティーナ・ヘンドリックスとイアン・デ・カーステッカーが務めた。本作はゴズリングの映画監督デビュー作でもある。

## ストーリー
急速に廃れていく町、デトロイト。シングルマザーのビリーは息子2人（ボーンズとフランキー）と共にデトロイトで暮らしていた。ビリーとボーンズはフランキーを溺愛していたが、お互いに取り合いをするような真似はしなかった。ボーンズは空き家から銅管を盗み、それを売り払うことで生活費を工面していたが、その作業の際には用心していた。というのも、地元で悪名高い犯罪者（ブリー）も銅管を狙っていたからである。ところが、そんなある日、ボーンズがいつものように作業をしていたところ、ブリーに見つかってしまった。その場から逃げ出したボーンズだったが、ほどなくしてブリーの隠れ家に侵入し、自分の銅管を取り戻すことに成功した。
その頃、ビリーは銀行の職員（デイヴ）と借金に関する話をしていた。ビリーたちが暮らす家は彼女の祖母から受け継いだものだったが、生活費や維持費が工面できなくなったため、やむなく銀行から不足分を借金したのである。ビリーは失業中であったため、借金を返すことができない状態にあった。それを知ったデイヴはビリーに職を斡旋すると申し出てきたが、その詳細については語ろうとしなかった。
数日後、ビリーたちの家の近くで空き家の解体工事が始まった。町に留まる人間は残り少なく、ビリーたちを除いてはラットとその祖母くらいしかいなかった。夫がダムの建設中に事故で亡くなってからというもの、ラットの祖母は結婚式の日に撮影した映像を見ることで喪失感から逃れていた。その頃、ボーンズは湖のそこへと続く古道を発見していた。彼がその話をラットにしたところ、湖の下には町が丸ごと沈んでいることを知った。その町は貯水場が作られた際に湖底に沈んだのだという。また、ラットは「この町を苦しめている呪いを解く唯一の方法は、湖底にある町にいる怪物を捕らえ、それを湖面まで引き上げることである」とも言った。
デイヴの指示に従ったビリーはタクシーに乗って仕事場に向かったが、運転手は何かと親切であった。ビリーが連れてこられたのは繁華街にあるキャバレーであった。そこではグロテスクな出し物が行われ、観客はそれに熱狂していた。ビリーはパフォーマーのキャットの案内で地下室に連れて行かれた。そこにはプラスチックのケースに入れられた女性たちが多数おり、男性たちはケースの中の女性に向かって自らの欲望をぶちまけていた。
ラットに誘われ、ボーンズは夜の町を散策することにした。2人は廃校でダンスをして良い雰囲気になり、「もし町を出るようなことがあれば、そのときは一緒に出よう」と誓った。その後、2人はガソリンスタンドに立ち寄ったが、そこでブリーとその手下に遭遇してしまった。ブリーに恨まれているボーンズは身を潜め、ラットはブリーの申し出に応じて彼の車で帰宅することにした。ラットの家についた後、ブリーは戯れでラットが可愛がっていたネズミを殺すのだった。
ボーンズが外出していたため、ビリーはフランキーを連れて仕事場に向かった。メイクで顔に複数の切り傷をつけたビリーが舞台に立った途端、観客は大いに興奮した。仕事を終えたビリーはデイヴの車で帰宅することになった。ビリーとフランキーを送り届けた後、デイヴはビリーを口説こうとしたが、ボーンズがすぐ近くにいることに気が付き、それ以上の手出しを控えた。
ほどなくして、ボーンズはビリーの仕事内容を知った。「母親にこれ以上の負担はかけさせたくない」という思いから、ボーンズは町の呪いを解くために湖の底に潜ることにした。ボーンズは公園の跡地で恐竜の銅像を見つけ、その頭部を持ち帰ることにした。その頃、ブリーの手下がラットの家に放火していた。家の中にはラットの祖母がいたが、彼女は恐怖のあまり身体が硬直していた。ラットは祖母を引きずり出そうとしたが、どうにも上手く行かなかった。ボーンズが恐竜の頭を携えて湖から上がってきた頃には、炎は彼の車にも燃え移っていた。ボーンズはブリーに車でひき殺されそうになり、一か八かで恐竜の頭を車に向かって投げつけた。その衝撃でブリーはハンドルを変な方向に切ってしまい、そのままボーンズの燃えさかる車に衝突した。ブリーは車から放り出され、湖の底へと沈んでいった。
その頃、ビリーはプラスチックのケースに入っており、デイヴは彼女に対して扇情的なダンスを見せつけていた。恐怖に怯えるビリーを他所に、デイヴは遠隔操作でビリーのケースを開けた。覚悟を決めたビリーはケースを飛び出し、隠し持っていたナイフでデイヴの耳を突き刺した。ビリーが帰宅すると、子供たちとラットが燃えている家の前でうなだれていた。タクシーの運転手の力を借り、ビリー、ボーンズ、フランキー、ラットの4人は荒廃した町を出て行くのだった。

## キャスト
※括弧内は日本語吹替。
- クリスティーナ・ヘンドリックス - ビリー（立石めぐみ）
- イアン・デ・カーステッカー - ボーンズ（おおしたこうた）
- シアーシャ・ローナン - ラット（山口立花子）
- マット・スミス - ブリー（畠山豪介）
- ベン・メンデルソーン - デイヴ（西垣俊作）
- エヴァ・メンデス - キャット（浅井晴美）
- レダ・カレブ - タクシーの運転手（大塚智則）
- バーバラ・スティール - ラットの祖母
- トーレイ・ウィグフィールド - フェイス
- ロブ・ザブレッキー - MC（中村勘）
- ランディン・スチュワート - フランキー（熊谷彩）
- トーマス・マクドナルド - スキップ（高橋ちんねん）
- ラリー・モンゴラリー - ラリー（相樂真太郎）
- シャノン・プラム - ファニー（安齋雅枝）

## 製作
2012年8月29日、ライアン・ゴズリングの映画監督デビュー作『How To Catch A Monster』にクリスティーナ・ヘンドリックスが出演することになったと報じられた。11月26日、ベン・メンデルソーンが本作に出演するとの報道があった。2013年2月、エヴァ・メンデス、マット・スミス、シアーシャ・ローナンらの出演が決まった。5月、本作の主要撮影がデトロイトで始まった。6月、イアン・デ・カーステッカーがキャスト入りした。
2015年3月30日、本作のサウンドトラックが発売された。

## 公開・マーケティング
2014年4月、本作のタイトルが『How To Catch A Monster』から『Lost River』に変更された。5月19日、本作のティーザー映像が初めて公開された。20日、本作は第67回カンヌ国際映画祭でプレミア上映されたが、上映終了後、ブーイングと喝采の両方が発生した。
2015年2月3日、本作のオフィシャル・トレイラーが公開された。3月14日、本作はサウス・バイ・サウスウェストで上映された。
本作に対する批評家の評価が悪かったことを受けて、ワーナー・ブラザース映画は本作の全米配給権を売却しようとしたが、結局はそのまま配給することになった。

## 評価
本作に対する批評家の評価は芳しいものではない。映画批評集積サイトのRotten Tomatoesには72件のレビューがあり、批評家支持率は31%、平均点は10点満点で4.56点となっている。サイト側による批評家の見解の要約は「監督デビューを果たしたライアン・ゴズリングには、フィルムメイカーとしても輝かしい未来が待っているのかもしれない。しかし、『ロスト・リバー』はまとまりに欠けており、強みを活かすことができていない。」となっている。また、Metacriticには21件のレビューがあり、加重平均値は42/100となっている。